# Чагарниця рудогорла
Чагарни́ця рудогорла (Ianthocincla rufogularis) — вид горобцеподібних птахів родини Leiothrichidae. Мешкає переважно в Гімалаях, типовим місцем є штат Сіккім в Індії.

## Опис
Довжина птаха становить 23-25,5 см. Верхня частина тіла оливково-коричнева, з лускоподібним візерунком. Нижня частина тіла сірувата, поцяткована чорними плямками. На тімені чорна пляма. Гузка, горло, щоки і кінчик хвоста рудувато-коричневі. Під дзьобом темні "вуса". Представники підвиду I. r. occidentalis мають світліше забарвлення, темні плями в їхньому забарвленні є більш контрастними. У представників підвиду I. r. assamensis горло блідіше, пляма на ньому менш помітна. У представників підвиду I. r. rufitincta вся нижня частина тіла має рудувато-коричневе забарвлення.

## Підвиди
Виділяють шість підвидів:
- I. r. occidentalis Hartert, E, 1909 — західні Гімалаї (від північно-східного Пакистану до західного Непалу);
- I. r. rufogularis Gould, 1835 — центральні Гімалаї (від Непалу до Бутану і північного Ассаму);
- I. r. assamensis Hartert, E, 1909 — південно-східний Ассам, схід Бангладеш і захід М'янми;
- I. r. rufitincta Koelz, 1952 — Ассам на південь від Брахмапутри;
- I. r. rufiberbis Koelz, 1954 — південний схід Аруначал-Прадешу, північна М'янма і південний Китай;
- I. r. intensior (Delacour & Jabouille, 1930) — північно-західний В'єтнам.

## Поширення і екологія
Рудогорлі чагарниці мешкають в Пакистані, Індії, Бутані, Непалі, Бангладеш, Китаї, М'янмі і В'єтнамі. Вони живуть у вологих гірських тропічних і субтропічних лісах та чагарникових заростях. Сезон розмноження в Індії і Бутані триває з квітня по вересень. Гніздо глибоке, чашоподібне, розміщується в чагарниках або на дереві, на висоті від 0,6 до 6 м над землею. В кладці 2-4 білих яйця. За сезон може вилупитися кілька виводків.